# Bulla abyssicola
Bulla abyssicola är en snäckart som beskrevs av Dall 1881. Bulla abyssicola ingår i släktet Bulla och familjen Bullidae. Inga underarter finns listade i Catalogue of Life.